# Exam.art.
Titlen exam.art. (latin: examinatus/examinata artium) tildelte danske universiteter og andre højere læreanstalter 
dem, der fra 1968 til 1995 havde afsluttet en bifagsuddannelse i et humanistisk fag. 